# صعوبة مرغوبة
الصعوبة المرغوبة (بالإنجليزية: Desirable difficulty)‏ هي مهمة تعليمية تتطلب قدرا كبيرا من الجهد لكنه مرغوب فيه، وبالتالي تحسين الأداء على المدى الطويل. وقد صاغ هذا المصطلح لأول مرة روبرت أ. بيورك في عام 1994. وكما يوحي الاسم، يجب أن تكون هذه الصعوبات مرغوب فيها. وتشير البحوث إلى أنه في حين أن المهام الصعبة قد تبطئ التعلم في البداية، إلا أن لها فوائد على المدى الطويل أكثر من فوائد المهام السهلة. ومع ذلك، يجب أن تكون المهام قابلة للتحقيق، حتى تكون مرغوبة.
تعطي العديد من المهام وهم التعلم لأنها سهلة جدا، فعلى سبيل المثال، إعادة قراءة الملاحظات أو الكتاب المدرسي هو تكتيك تعليمي شائع ثبت أنه أقل فائدة من استخدام بطاقات الاستذكار. حيث يشعر الطالب أنه يتعلم عندما يعيد قراءة الكتاب، ولكن حقيقة الأمر ترجع جزئيا إلى أن الكلمات التي يقرأها أصبحث مألوفة أكثر وليس أنه قام بمعالجتها وتعلمها. فيما تتطلب بطاقات الاستذكار من ناحية أخرى أن يتذكر الطالب المعلومات بشكل فعال. هذه هي الصعوبة المرغوبة لأنها تتطلب المزيد من الجهد مما يجبر الطالب على القيام بمعالجة ذهنية أكثر تعقيدا. في البداية، قد يستغرق التعلم بطريقة الصعوبات المرغوبة وقتا أطول وقد لا يشعر الطالب بالثقة، ولكن مع مرور الوقت سيستطيع تذكر ما قام بدراسته بشكل أفضل.

## المتطلبات
لتحديد ما إذا كانت الصعوبة مرغوبة، تستخدم الإرشادات الثلاثة التالية:
- ينبغي أن تكون المعالجة في تشفير المعلومات هي نفسها عند الاسترجاع.
- ينبغي أن تكون المعالجة في التشفير هي نفسها أثناء الممارسة.
- يجب أن تكون المهمة قابلة للإنجاز. فالمهمات الصعبة جدا قد تثني المتعلم وتمنع المعالجة الكاملة.

## البحوث والأمثلة
جرب الباحثون أساليب مختلفة للتعلم. وهناك موضوع مشترك بين الأساليب التي أثبتت أنها أكثر فائدة وهو أنها جميعا تواجه صعوبات وتحديات المتعلم. فبمقارنة طرق التعلم التقليدية السهلة، يبدو أنها تجعل التعلم أبطأ. وغالبا ما تُظهر المهام السهلة التقليدية تأثيرات أداء مؤقتة أفضل، وهذه التأثيرات المؤقتة يتم الخلط بينها وبين التأثيرات الدائمة. في حين أن هذا أمر غير متوقع إلى حد ما، إلا أن الدراسات تُبين أن الصعوبات تعتبر أفضل من أجل زيادة الأداء على المدى الطويل. وفيما يلي أمثلة لمهام التدريب التي يصعب تحقيقها.

### ممارسة الاسترجاع
المعروف أيضا باسم تأثير الاختبار، فلممارسة الاسترجاع يستخدم الاختبار كتكتيك للتدريب، ويمكن تحسين الأداء من خلال تكريس بعض فترات التعلم لاختبار محاولة لاستدعاء المعلومات التي تم تعلمها. ومن الأمثلة على ذلك البطاقات الاستذكارية، حيث يحاول الطالب الإجابة على ما هو على ظهر البطاقة بناء على ما هو مكتوب على مقدمة البطاقة (أي كلمة على المقدمة  وتعريفها على الظهر). وللحصول على أفضل النتائج، فالتغذية المرتجعة هي المفتاح. فيجب أن يتلقى المتعلم تغذية مرتجعة لتقييم أداؤه وتعلم الإجابات الصحيحة.

### التغذية المرتجعة المتأخرة
لتحسين التغذية المرتجعة (تقييم العمل) يحتاج الطالب إلى تلقي تعليقات على عمله، ويمكن أن تأخذ التغذية المرتجعة شكل الإجابات الصحيحة أو زملاء الصف أو التعليقات وما إلى ذلك. في حين أن التغذية المرتجعة ضرورية، إلا أن النتيجة المفاجئة وجدت أن تأخير التغذية المرتجعة أفضل من تلقي ردود فعل فورية. وتجدر الإشارة إلى أن هذا يتوقف على ضمان حدوث التغذية المرتجعة المتأخرة. فالتغذية المرتجعة  في أي شكل أفضل من عدم وجودها على الإطلاق.

### التباعد والإقحام
يتألف تأثير التباعد من الدراسة المتكررة مع ضمان وجود تأخير أو فاصل بين التكرار. وإذاحدث هذا التأخير نتيجة دراسة مهمة أو موضوع آخر فحينها تعرف الطريقة بالإقحام. وكمثال على ذلك استعراض ملاحظات الأسابيع السابقة كل أسبوع حتى النهاية. وهذا سوف يباعد بين جلسات المراجعة بدلا من التحميل، كما سيؤدي لزيادة كمية المعلومات التي يتم نقلها للذاكرة طويلة المدى.

### التقنيات المشتركة
الجمع المناسب بين التقنيات الصعبة المرغوب فيها يمكن أن يكون مفيدا. فعلى سبيل المثال، تقنية ب(3R) التي تنطوي على قراءة (Read) جزء من النص، وتلاوة (Recite) النص دون النظر، ومن ثم مراجعة (Review) النص مرة أخرى. في إحدي التجرب، كان الطلاب الذين استخدموا هذه التقنية أفضل من أولئك الذين قاموا ببساطة بقراءة النص. وهذا الأسلوب يستفيد من اثنين من الصعوبات المرغوبة. أولها أن التذكير بما هو مكتوب في النص يتطلب جهدا أكبر بكثير من إعادة القراءة. وثانيها أنه خلال مرحلة المراجعة، فإن الطلاب يبحثون بنشاط عن التغذية المرتجعة بدلا من التلقي السلبي لها بطرق أخرى.

## الآثار

### علي الطلاب
يمكن للطلاب بسهولة دمج هذه التقنيات في عاداتهم الدراسية اليومية لزيادة سعة الذاكرة. على سبيل المثال، بدلا من قراءة المواد، يمكن للطالب اختبار نفسه بالبطاقات الاستذكارية وهذا سوف يؤدي لتفعيل تأثير الاختبار. كما يمكن تحقيق تأثير التباعد والإقحام من خلال دراسة مواضيع متعددة، وقضاء الوقت على موضوع واحد ثم أخذ استراحة لدراسة موضوع آخر قبل العودة إلى الموضوع الأصلي، وهذا يؤدي لتفعيل الإقحام عن طريق خلط العديد من المواضيع كما يفرض التباعد أيضا عن طريق تباعد المسافات في دراسة الموضوع.

### علي المعلمين
يمكن للمدرسين والأساتذة الاستفادة من التباعد من خلال تضمين المشاكل على المواضيع الماضية في جميع المهام المنزلية المختلفة. ويمكنهم أيضا الاستفادة من طريقة اختبار اليوم الواحد لفرض تأثير الاختبار، من خلال مطالبة الطلاب باستمرار بتذكر المعلومات. تأخير التغذية المرتجعة على الاختبارات والمسابقات يعتبر أيضا مفيد.